# Дітмар I (архієпископ Зальцбургу)
Дітмар (Теотмар) I (нім. Theotmar; д/н — 4 липня 907) — церковний діяч часів Каролінзької імперії, 6-й архієпископ Зальцбургу.

## Життєпис
Походив з баварського шляхетського роду Арібонидів з Паннонської марки. Його батько належав до почту Людовика II, короля Східнофранкського королівства. Замолоду сам Дітмар служив при дворі цього короля, а потім — Адалвіна, архієпископа Зальцбургу. Водночас встановив гарні відносини з Карломаном, королем Баварії. Дітмар ймовірно брав участь в християнізації Паннонії. 874 року після раптової смерті архієпископа Адальберта I за клопотанням короля Карломана затверджений новим Зальцбурзьким архієпископом.
Згодом Дітмар I відіграв важливу роль посередника між папою римським Іваном VIII та королем Карломаном. На дяку останній 877 року отримав від імператора Карла III посаду архікапелана і архіканцлера імперії для Дітмара I.
Водночас ще з 874 року звертався до Папського престолу щодо підпорядкування Паннонії Зальцбурзькій єпархії, продовжуючи протистояння з Мефодієм, сан архієпископа Моравсько-Паннонійського якого Дітмар не визнав. Зміг перетягнути на свій бік великоморавського князя Святополка I. Також знову звинуватив свого суперника в єресі, домігшись 878 року рішення папи римського Івана VIII, яким Мефодію заборонялося проводити службу церковнослов'янською мовою. 879 року того навіть було викликано на церковний суд до Риму. Втім в цей час змінилася політична ситуація: гору взяли Карломан та його брат Карл Гладкий. За цих обставин надмірне посилення «німецької партії» в церквоних справах папа римський вважав небезпечним, тому виправдав Мефодія, що викликало невдоволення Дітмара I. Втім лише 882 року після смерті Івана VIII зумів змусити Мефодія втекти до Візантійської імперії.
Зберігав свій політичний вплив за імператора Арнульфа. Після смерті останнього у 899 році за короля Людовика IV разом з Хатто I, архієпископом Майнцьким, та Соломоном III, єпископом Констанци, став одним з найвпливовішим королівським радником, що було фактично 3 регентами Східнофранкського королівства.
907 року Дітмар I приєднався на чолі власного загону до армії Луїтпольда, маркграфа Баварії, що виступив проти угорських вождів, які атакували баварські землі. Втім у битві при Пресбурзі вони зазнали нищівної поразки від угорців на чолі з Арпадом. Тут разом з Утто, єпископом Фрайзінґу, та Захарієм, єпископом Бріксену, також загинув архієпископ Дітмар I.